# Deutsch-irakische Beziehungen
Deutsch-irakische Beziehungen sind bilaterale Beziehungen zwischen Deutschland und Irak. Irak hat eine Botschaft in Berlin, Deutschland hat eine Botschaft in Baghdad.
Zurzeit leben etwa 250.000 Iraker in Deutschland.

## Geschichte der deutsch-irakischen Beziehungen

### Beziehungen mit dem NS-Staat, 1933–1945
Unter der nationalsozialistischen Politik, Unabhängigkeitsbewegungen im Mittleren Osten gegen die westalliierten Kolonialreiche zu verstärken, unterstützten das deutsche Auswärtige Amt die anglophoben Elemente der irakischen politischen Elite, die nach dem Anglo-Irakische Vertrag von 1930 weitgehende innenpolitische Autonomie erhalten hatte.
Am 17. September 1939 brach die anglophile Regierung des Irak unter dem Druck ihrer britischen Schutzmacht die diplomatischen Beziehungen zu Deutschland ab.
Als der britenfeindliche Raschid Ali al-Gailani im April 1941 erfolgreich einen Militärputsch durchführte, schickte die deutsche Regierung wiederum Fritz Grobba als Botschafter in den Irak und erkannte die Putschisten als rechtmäßige irakische Regierung an. Am 2. Mai 1941 brach zwischen den irakischen Putschisten und den britischen Kolonialtruppen der Britisch-Irakische Krieg aus. Die deutsche Luftwaffe erhielt von Adolf Hitler den Befehl, den Sonderstab F unter Oberst Werner Junck in den Irak zu schicken, wo sie mit Heinkel He 111 und Messerschmitt Bf 110 die irakische Seite im Luftkrieg unterstützten. Am 23. Mai erließ Hitler in Berlin seine Führerweisung Nr. 30, in welcher er ausführte, die arabische Freiheitsbewegung sei ein „natürlicher Bundesgenosse gegen England“. Nichtsdestotrotz musste die Regierung der Putschisten am 30. Mai die irakische Hauptstadt Bagdad verlassen und floh über Mossul in den neutralen Iran, von wo sie später nach Deutschland ins Exil ging. Damit gelang es den Briten, die anglophile Regierung wieder einzusetzen.
Am 17. Januar 1943 erklärte der Irak als erster Staat der arabischen Welt den Achsenmächten den Krieg.

### Beziehungen mit der DDR, 1949–1990
Der Irak erkannte die DDR als erster nicht-kommunistischer Staat vollständig diplomatisch an. Die diplomatische Anerkennung wurde am 2. Mai 1969 durch den damaligen Außenminister der DDR, Otto Winzer, in der Zeitung Neues Deutschland bekannt gegeben.
Diese Entscheidung folgte auf einen längeren Besuch des damaligen irakischen Außenministers Abdul Karim al-Shaykhli in der Sowjetunion und in Ostdeutschland, welcher vom 20. bis zum 31. März 1969 andauerte. Das Ergebnis dieses Besuch waren Verhandlungen, in welchen beschlossen wurde, die Beziehung zwischen den beiden Staaten zu verbessern und stärker miteinander zu kooperieren. Im Zuge dessen wurde Irak der erste blockfreie Staat, welcher die DDR vollständig anerkannte (zusätzlich zu den 13 Staaten, welche Mitglieder des sowjetischen Blocks waren).
Die DDR und der Irak pflegten außerdem Handelsbeziehungen zueinander. Irak exportierte vor allem Erdöl in die DDR, letztere unterstützte den Irak durch den Export von Militärfahrzeugen und Waffen. Dies war auch 1982 während des Ersten Golfkriegs zwischen Irak und dem Iran der Fall, zur Devisenbeschaffung exportierte die DDR allerdings sowohl Waffen in den Irak als auch in den Iran.

### Beziehungen mit der Bundesrepublik, 1949–1990
Obwohl der Irak seit 1953 mit der BRD diplomatische Beziehungen pflegt, waren diese stets locker. 1965 beendeten Irak und andere arabische Staaten ihre Beziehungen, weil die BRD kurz zuvor Beziehungen zu Israel etabliert hatte. Später wurden die Beziehungen zwischen der BRD und dem Irak wiederhergestellt.
In den 1980er Jahren kooperierte die BRD mit Saddams Regime und deutsche Unternehmen waren an der Lieferung von Chemikalien an den Irak beteiligt, welche bei dem Giftgasangriff auf Halabdscha 1988 gegen kurdische Zivilisten eingesetzt wurden.

### Beziehungen mit der Bundesrepublik, seit 1990
Die BRD pflegte beschränkte die diplomatischen Beziehungen zum Irak während des zweiten Golfkriegs 1990/91 und während der Besetzung des Iraks nach dem Sturz Saddam Husseins.
In 2003 trat Deutschland zusammen mit China, Russland, Frankreich und Belgien dem Vorschlag der USA entgegen, den Irak anzugreifen.

Im August 2014 gab die deutsche Regierung bekannt, dass sie den kurdischen Peschmerga Waffen liefern würden, welche zu diesem Zeitpunkt den sogenannten Islamischen Staat bekämpften. Geliefert wurden Waffen, Rüstung und Kommunikationsausrüstung. Das deutsche Verteidigungsministerium berichtete, dass die militärische Hilfe ausreichen würde, um 4.000 kurdische Soldaten zu versorgen.

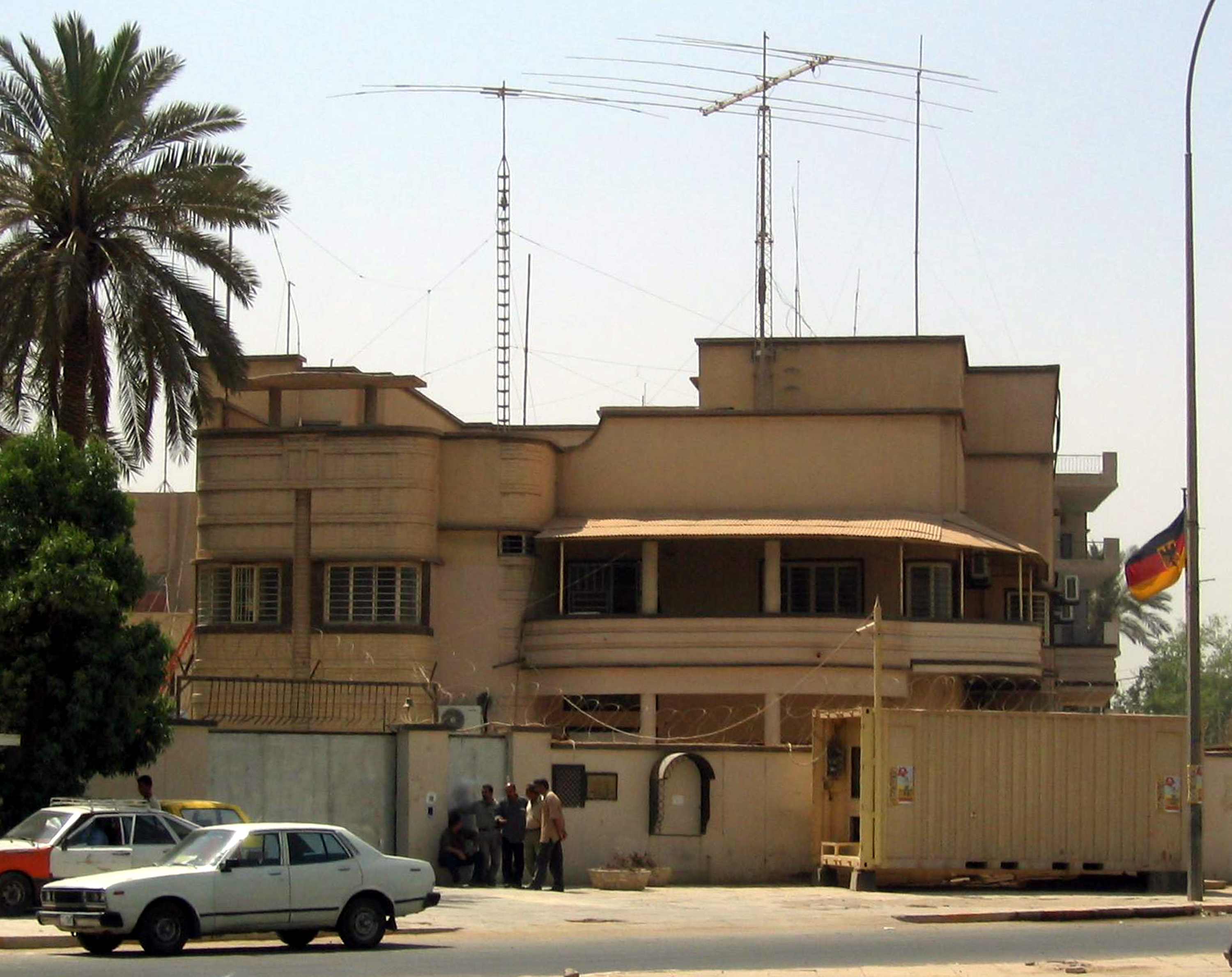
Frühere deutsche Botschaft in Bagdad, Irak

Die militärische Hilfe in Höhe von ca. 70 Millionen Euro beinhaltete ungefähr 8.000 G36-Sturmgewehre samt vier Millionen Schuss Munition, 8.000 G3-Sturmgewehre samt zwei Millionen Schuss Munition, 8.000 P1-Pistolen samt einer Million Schuss Munition, 40 MG3-Maschinengewehre samt einer Million Schuss Munition, 200 Panzerfaust 3 samt 2.500 Granaten mit Raketenantrieb, 30 MILAN-Panzerabwehr-Raketensysteme samt 500 Raketen, 40 leichte Wolf-Geländewagen, 20 gepanzerte leichte Wolf-Nutzfahrzeuge, 40 UNIMOG-Lastwagen und 5 Dingo-1.
Im Dezember 2014 entsandte das deutsche Kabinett ca. 100 Bundeswehr-Soldaten in den Irak, um dort Peschmerga-Soldaten auszubilden. Dies geschah als Teil der US-geführten militärischen Allianz gegen den Islamischen Staat im Irak.

## Beziehungen zum Irakischen Kurdistan
Deutschland erkennt die Region Kurdistan nicht als eigenständigen Staat an, unterhält jedoch enge Kontakte zu der kurdischen Regionalregierung und hat ein Generalkonsulat in Erbil als diplomatische Vertretung errichtet. Im Rahmen der Internationale Allianz gegen den Islamischen Staat ab 2014 waren die irakischen Kurden ein enger militärischer Verbündeter der NATO-Staaten gegen den IS. Dadurch wurden die politische und militärischen Kontakte zwischen der BRD und den Kurden im Irak deutlich intensiviert. Zwischen den beiden Parteien haben zahlreiche hochrangige Treffen stattgefunden, darunter ein Besuch des kurdischen Präsidenten Masud Barzani in Berlin im Jahr 2009, wo er Bundeskanzlerin Angela Merkel traf. Deutschland war einer der wichtigsten Verbündeten der Region Kurdistan im Kampf gegen den Islamischen Staat. Eine Brücke zwischen Deutschland und Kurdistan stellen außerdem die zahlreichen Kurden in Deutschland, deren Anzahl auf eine halbe bis eine Million geschätzt wird.

## Wirtschaftliche Beziehungen
Das deutsch-irakische Handelsvolumen betrug 2018 ca. 1,76 Milliarden Euro. Über 600 deutsche Firmen betreiben Handel im Irak. Während Deutschland zum größten Teil Erdöl aus dem Irak importiert, exportiert es Chemikalien, Maschinen und Elektronik.